# Hemibrycon helleri
Hemibrycon helleri är en fiskart som beskrevs av Eigenmann 1927. Hemibrycon helleri ingår i släktet Hemibrycon och familjen Characidae. Inga underarter finns listade i Catalogue of Life.